# Leichosila wagneri
Leichosila wagneri là một loài bướm đêm thuộc phân họ Arctiinae, họ Erebidae. Nó chỉ được tìm thấy ở rừng có độ cao từ 1950-2050 mét ở Volcán Barva, Cordillera miền trung, Costa Rica.
Chiều dài cánh trước khoảng 13.5 mm.

## Hình ảnh

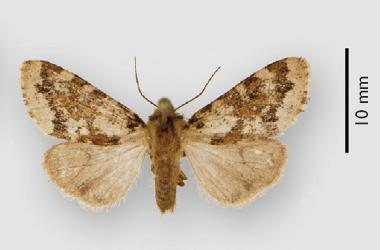